# たけじぃ
たけじぃは、朝来市商工会が権利を管理している、竹田城跡のキャラクター。
商工会青年部の企画によってデザインが公募され、制作が決定した後、朝来市内の小学校の児童から名称を募り、2014年2月に名称が決定した。9月には、朝来市の公認キャラクターとなった。
Tシャツ、バッジ、シール、うちわ、携帯ストラップ、ぽち袋、カレンダー、キーホルダー、ハンドタオルといった関連商品が制作され、販売されている。
着ぐるみも作成され、2014年4月26日に朝来市の和田山中央文化公園で開催されたイベントで初めて披露された。
特徴は「疲れやすい」ことで、「好物は日本酒と地元の岩津ねぎ」とされている。